# Ratchet and Clank: Rift Apart
Ratchet and Clank: Rift Apart (stylisé Ratchet & Clank: Rift Apart) est un jeu vidéo de plates-formes et de tir en vue à la troisième personne développé par Insomniac Games et édité par Sony Interactive Entertainment, sorti sur PlayStation 5 en 2021. Il s'agit du quatorzième opus de la série Ratchet and Clank sur console et le douzième développé par Insomniac Games.
Annoncé en juin 2020 pour une sortie peu de temps après le lancement de la PlayStation 5, dont il utilise l'architecture pour permettre une génération très rapide des niveaux, il sort un an plus tard en 2021.
Il fait chronologiquement suite à Ratchet and Clank: Nexus et suit Ratchet et Clank qui se retrouvent prisonniers dans une dimension parallèle à la suite d'un énième plan raté de leur ennemi juré, le Dr Nefarious. Coincés dans cet univers où l'alter ego de ce dernier a conquis l'univers entier, ils tentent de retourner chez eux à l'aide de leurs propres versions alternatives, qui ont un vécu bien différent du leur. Le gameplay s'attarde sur l'exploitation de failles pour voyager à travers l'espace et les dimensions.
Le jeu connaît un succès critique grâce à une moyenne de score proche de 90 % selon des sites d’agrégateurs de notes. De plus, Rift Apart s'écoule à plus d'un million d'exemplaires dans le mois suivant sa sortie et rencontre un succès commercial relatif.
Insomniac Games annonce un portage PC du jeu pour l'été 2023 développé par Nixxes Software qui avait déjà porté leur précédent jeu Marvel's Spider-Man.

## Trame

### Univers
Ratchet and Clank: Rift Apart se déroule dans un univers de science-fiction humoristique, original et coloré.  Le contexte temporel n'est pas mentionné.
Les protagonistes, voyagent de planète en planète à bord d'un vaisseau spatial. Cet opus prend pour cadre la galaxie de Polaris, ayant déjà servi de décor pour certains épisodes antérieurs, mais dans plusieurs versions différentes via l'utilisation de dimensions parallèles. Quelques planètes apparaissent par conséquent à nouveau dans le jeu : c'est le cas de Sargasso, Ardolis, Torren IV et la prison de Zordoom. Plusieurs mondes n'ont pas la même apparence d'une dimension à l'autre, du fait d'évènements différents.
Le climat et les paysages varient grandement d'une planète à l'autre, passant des marécages acides de Sargasso, aux reliefs montagneux de Savali en ainsi que les environnements urbains de Corson V.

### Personnages
Le joueur incarne le personnage principal de la série, Ratchet, un Lombax (une espèce de félin humanoïde) originaire de la planète Fastoon. Il utilise une clé à molette dans les combats au corps à corps et un très large arsenal d'armes. Clank, le compagnon robotique de Ratchet et deuxième personnage principal, est généralement attaché dans son dos et utilise diverses fonctionnalités pour améliorer les mouvements de Ratchet. Héros reconnus dans trois galaxies, ils sont néanmoins dans une quasi retraite depuis leur dernière aventure qui remonte à des années.
Le deuxième personnage principal à être incarnée par le joueur est Rivet, double dimensionnel féminin de Ratchet qui mène une résistance depuis Sargasso, dans une galaxie dominée et opprimée par l'empereur Néfarious qui règne d'une main de fer dans une société où les êtres organiques n'ont pas leur place. Une version alternative de Clank, Kit, existe également dans cette dimension. Ancien robot de guerre de l'empereur, elle est partie en exil sur la planète Savali dans le but de ne plus blesser quiconque.
Le Dr Néfarious, l'antagoniste principal du jeu, revient après des années de disparition avec la ferme intention d'enfin gagner face à ses ennemis jurés. Ainsi, il a pour but de trouver une dimension où il domine la galaxie en dérobant le Dimensionateur créé jadis par les Lombax. Il a fini par calculer les coordonnées d'une telle dimension où son double, l'empereur Néfarious, règne sur la galaxie.

### Scénario
Plusieurs années se sont écoulées depuis la dernière aventure de Ratchet et Clank, au point qu'ils se considèrent quasiment à la retraite. Ils participent à un festival organisé en leur honneur, à Megalopolis, sur la planète Corson V. Ils sont cependant accueillis par une foule en liesse, harangué par le mégalomane Capitaine Qwark qui fait office de présentateur de l'évènement. Alors que Ratchet et Clank progressent dans le défilé, ils sont attaqués par les Goons-4-Less, un groupe de mercenaires. Ils parviennent néanmoins à s'en débarrasser et à arriver en tête de la parade où Clank révèle pourquoi il a lui-même organisé l'évènement : pour remercier son meilleur ami et afin de lui permettre de retrouver les lombax disparus dans une autre dimension : Clank a pour cela réparé le Dimensionateur qu'il avait récupéré à la suite de leur combat contre les Nethers. C'est alors que le Dr Néfarious, qui avait disparu depuis les évènements de la planète Magnus, surgit et se saisit du Dimensionateur et rentre les coordonnées d'une dimension où, selon ses dires, il gagne toujours. Les trois sont alors absorbés dans le portail créé et alors que Ratchet tente de neutraliser Néfarious, Clank tente de réparer le Dimensionateur, devenu instable au cours du combat contre le docteur. En vain, l'appareil explose, propulsant Ratchet, Clank et Néfarious aux quatre coins de la ville où ils ont atterri.
Clank revient à lui quelques instants plus tard mais est gravement endommagé par l'explosion, n'ayant désormais plus qu'un bras et ne pouvant utiliser ses jambes. C'est alors qu'une lombax du nom de Rivet surgit derrière lui et, intriguée par les failles qui apparaissent de façon aléatoire dans la ville depuis l'explosion du Dimensionateur, décide de l'emmener avec elle. Néfarious lui, se réveille dans une salle de contrôle, ayant été récupéré par des soldats qui s'adresse à lui en tant qu'empereur, à sa grande joie. Ratchet de son côté, découvre qu'il est sur la planète Corson V d'une autre dimension, où le double dimensionnel de Néfarious règne en tant que maître de l'univers. En se rendant au bazar de la ville, il aperçoit Rivet passer non loin de lui avec Clank sur son dos, pourchassés par des soldats de Néfarious. Les deux fuient la planète à bord d'une navette royale, seuls vaisseaux autorisés à quitter la planète. Aidé par les membres de la résistance à l'empereur, Ratchet parvient à dérober une navette et se lance à leur recherche.
Pendant ce temps, Rivet ramnène Clank dans son repaire sur la planète Sargasso afin de vérifier ses propos sur les failles dimensionnelles qu'elle ne croit pas. Ils croisent en chemin les Goons du Dr Néfarious qui continuent de traquer Ratchet et Clank à travers les dimensions. Rivet est obligé de les affronter pour sauver ses amis les Morks. Revenue à son repaire, elle ne peut que constater la véracité du récit de Clank et se rend compte que désormais, il y a deux Néfarious dans sa dimension. Elle met ensuite Clank au courant de la situation de sa propre dimension, notamment de la Résistance à laquelle elle appartient. Le combat qu'elle mène contre l'empereur lui a notamment coûté son bras droit. Clank utilise plus tard sa capacité à interagir avec les dimensions pour libérer une navette royale d'un amas dimensionnel. Se retrouvant dans l'endroit entre les dimensions, il fait la connaissance du moine Gary, qui se révèle parfaitement les connaître Ratchet et lui : son père n'est nul autre que le Plombier, rencontré par le duo à de multiples reprises par le passé. Grâce à l'aide de Gary, Clank parvient à fermer l'amas dimensionnel et à libérer les Morks et le vaisseau royal qui se trouvaient piégés dedans.
Rivet et Clank partent ensuite le bar-arène chez Zurkie dans le but d'équiper Clank d'un communicateur longue portée pour contacter Ratchet, qu'ils obtiennent en relevant le défi que le pirate Pierre le Fer, rival de Rivet, leur lance dans l'arène. Ils parviennent à contacter Ratchet et le trio convient de créer un nouveau Dimensionateur : Ratchet part rencontrer Gary sur la planète Savali afin de récupérer les plans du dispositif tandis que Rivet et Clank se mettent en quête d'un morceau qwartz phasique. Toutefois, Néfarious est informé de cela et met la tête des deux lombax à prix. Ratchet parvient à rencontrer Gary qui le dirige vers son apprentie : un petit robot femelle nommée KT-7461, qui est le double dimensionnel de Clank. Ils parviennent ensemble à sauver les moines disciples de Gary, accéder aux archives et à télécharger les plans du Dimensionateur. Les archives sont une création des lombax bâtie au cours de leurs explorations dimensionnelles où se trouve notamment une carte complète de toutes les dimensions existantes. En sortant des archives, KT-7461 révèle sa vraie nature à Ratchet en se transformant en robot de guerre : elle a été créée pour écraser la Résistance jusqu'au jour où elle s'est volontairement exilée sur Savali après avoir grièvement blessé un rebelle afin de ne plus pouvoir blesser quiconque, devenant l'apprentie de Gary. Néanmoins, Ratchet parvient à la convaincre de devenir sa partenaire dans sa quête du Dimensionateur au vu du succès de leur mission. Par mesure de simplicité, elle accepte également de porter le nom que lui propose Ratchet : Kit. Ils parviennent par la suite à forger l'appareil sur la station Kedaro.
Parallèlement, Rivet et Clank parviennent à obtenir le quartz phasique malgré un léger contretemps et une confrontation avec les pirates de Pierre. Les deux duos se retrouvent chez Zurkie où la rencontre entre les deux lombax a lieu, ainsi que les retrouvailles entre Ratchet et Clank tandis que Rivet et Clank rencontrent Kit, à qui la jeune lombax propose de monter sur son dos en remplacement de Clank. C'est alors qu'ils sont pris en embuscade par les soldats de Néfarious, qui s'empare du nouveau Dimensionateur. Rivet et Kit affrontent Néfarious au cours d'un affrontement se prolongeant sur plusieurs mondes et dimensions et finissent par le vaincre, sous les acclamations des spectateurs de l'arène. C'est alors que Ratchet et Clank atterrissent violemment sur l'arène : le véritable empereur Néfarious est là. Après avoir récupéré le Dimensionateur, il saisit son double et disparait à travers une faille en proposant un affrontement sur Sargasso à Rivet. Désireuse de sauver sa planète, elle charge Ratchet et Clank de trouver le capitaine Quantum, autre membre de la Résistance, sur la planète Ardolis, avant de partir elle-même sur son monde natal avec Kit.
L'invasion de Sargasso est repoussée par Rivet et Kit. À la suite de la bataille, Rivet confie à Kit la façon dont elle a perdu son bras : alors qu'elle allait parvenir à s'infiltrer dans la tour de l'empereur, elle a été surprise par un robot de guerre qui patrouillait mais a réussi à s'enfuir quand il a subitement arrêté de tirer. Kit comprend alors avec horreur qu'elle n'est autre que le robot de guerre en question mais ne parvient pas à l'avouer à Rivet. De leur côté, Ratchet et Clank parviennent sur Ardolis et trouve le double du capitaine Qwark : le capitaine Quantum, qui n'est autre que le capitaine des pirates. Il leur donne son casque, permettant d'espionner l'empereur mais ce dernier surgit alors à travers une faille et se sert du Dimensionateur pour aspirer le navire de Quantum et le capturer. Toutefois, Quantum parvient à éjecter Ratchet et Clank hors du navire avant qu'il ne disparaisse dans la faille. Le quatuor, aidé du casque de Quantum, apprend que l'empereur souhaite conquérir les autres dimensions, estimant la victoire dans la sienne acquise. Ils se déplaçent à Savali pour récupérer la carte dimensionnelle. Bien qu'arrivant à récupérer la carte en premier, Ratchet et Clank sont rattrapés par les deux Néfarious qui la leur subtilise avant de les envoyer dans la prison de Zordoom au moment où Rivet et Kit arrivent elles aussi. Alors, Kit se transforme à contrecœur devant Rivet, révélant son identité à la lombax, comprenant que c'est leur dernière chance de tout arrêter. Elle parvient à désarmer l'empereur du Dimensionateur mais alors qu'elle va engager le combat face à lui, le docteur Néfarious parvient à récupérer l'appareil et à la téléporter elle aussi à Zordoom sous les yeux impuissants de Rivet.
Peu après, Rivet se rend sur Zordoom où elle permet une évasion massive de tous les opposants au régime de l'empereur. La prison sous contrôle, elle tente de s'expliquer avec Kit qui ne veut plus poursuivre le combat, s'estimant trop dangereuse et affirme qu'elle n'aurait jamais dû quitter Savali. Rivet, furieuse, la laisse et repart en compagnie de Ratchet, Clank et leurs alliés libérés. Tous se retrouvent chez Zurkie où ils imaginent une contre-attaque mais une diffusion d'un discours de l'empereur les interrompt : celui-ci annonce en grande pompe le début de l'invasion des dimensions, à commencer par celle de son double, à la stupéfaction de ce dernier. À la suite de cette attaque, la Résistance décide de combattre l'empereur dans une ultime bataille.
De retour dans leur dimension, Ratchet et Clank affrontent les forces de Néfarious aux côtés de leurs alliés. Face à eux, l'empereur sort son arme suprême : une armure géante à son effigie. Cependant, malgré un combat intense,Ratchet et Clank parviennent à s'infiltrer à l'intérieur de l'armure avec l'aide de Gary afin de détruire son cœur. Le géant s'effondre devant Rivet mais l'empereur en ressort sans égratignure. Furieux devant l’insoumission de cette dimension, il déploie des dizaines de failles pour faire venir toute son armée. Alors que Rivet se retrouve seule et encerclée, Kit surgit et élimine les soldats, ayant finalement décidé de ne plus se cacher. Le souverain finit néanmoins par ne plus disposer d'aucun renfort et est finalement vaincu par Rivet et réexpédié dans sa dimension.
Après la réparation des failles par Clank à l'aide du Dimensionateur, Rivet pardonne à Kit qui accepte en conséquence de devenir sa partenaire avant qu'elles ne soient rejointes par Ratchet et Clank. Ratchet propose à Rivet un petit détour, lui suggérant implicitement de l'aider à retrouver les lombax.

## Système de jeu
Ratchet and Clank: Rift Apart est un jeu solo. Le joueur incarne soit Ratchet, soit Rivet. Ils sont identiques et possèdent les mêmes capacités à tout moment, quelle que soit la progression effectuée par l'un ou l'autre des lombax[réf. nécessaire]. D'une part, Rift Apart mêle des mécaniques d'un jeu de plates-formes en 3D. Le joueur doit effectivement explorer les étendues variables et inhospitaliers de chacune des neuf planètes, traverser des obstacles et résoudre des énigmes au cours de chaque niveau (un niveau par planète). Le personnage jouable est très agile. Il peut courir, sauter et effectuer des acrobaties comme double sauter vers n'importe quelle direction ou glisser sur des rails ferroviaires analogues,. D'autre part, Rift Apart est un jeu de tir à la troisième personne,. En effet, le joueur dispose d'une panoplie d'armes fantaisistes et saugrenus afin de vaincre les ennemis sur son passage tout en étant en mouvement. Le joueur peut effectuer du straffe (en), c'est-à-dire déplacer latéralement le personnage jouable pendant qu'il tire.
Le joueur peut récolter des unités monétaires sous la forme de « boulons » lorsqu'il contrôle son personnage. Elles apparaissent quand le joueur détruit des objets cassables (comme des caisses en bois) ou élimine les ennemis, disséminés tout au long des niveaux. Les boulons permettent d'acheter de nouvelles armes et leurs munitions. Des pièces d'armures peuvent être récupérées au cours des niveaux afin d'apporter des bonus contre certains types d'ennemis ou des réductions de dégâts (une idée réutilisée, et même améliorée, de l'opus dérivé Ratchet and Clank: La taille, ça compte). La collecte de boulons en or, rares et volontairement cachés, permet d'acquérir de nouvelles capacités et des cheats. Outre les caisses en bois, il existe également des caisses transparentes de « nanotech », qui redonnent de la santé et des caisses qui contiennent des munitions.
Tout au long de sa progression au travers du jeu, les lombax, en plus de leur arme de corps-à-corps, une clé à molette pour Ratchet et un marteau pour Rivet, disposent d'un arsenal composé d'un total de vingt-et-une armes. Chacune des armes disponibles pour le joueur possède dix niveaux d'amélioration, qui permettent de renforcer la puissance d'attaque, d'augmenter le nombre maximum de munitions ou même de changer les facultés de l'arme. Cinq de ces améliorations sont disponibles après l'achat d'une arme dans le jeu et les cinq suivantes peuvent être obtenues une fois que le joueur a terminé le jeu et qu'il le recommence en « mode challenge ». Deux armes sont également uniquement disponibles dans ce mode. Les caractéristiques des armes peuvent être améliorées avec du raritanium que le joueur peut trouver dans les niveaux. Les deux personnages partagent le même compteur de boulons et de raritanium ainsi que le même arsenal.
En plus des armes, utilisées principalement en combat, le jeu présente dix gadgets qui peuvent être collectés pour être utilisés dans des situations précises, comme franchir des ravins, marcher sur certains murs et plafonds ou encore courir très vite. Un autre gadget permet de se déguiser en Tyhrranoïde, ce qui permet d'accéder à des zones autrement inaccessibles, en discutant avec les ennemis au moyen d'une combinaison de boutons définie qu'il faut ensuite reproduire avec la manette.
Le jeu introduit un concept de voyages entre différentes réalités via un système de failles inter-dimensionnelles (colorées en violet, qui se déploient uniquement lors de passages scriptés),,. Alors, le joueur a l'occasion de parcourir des planètes inédites ; et d'autres, déjà aperçues au fil de la saga, mais représentées sous des versions alternatives de dimension. Par le biais de la Longe Dimensionelle, un autre type de failles (colorées en orange) permet au joueur de se déplacer plus rapidement au cœur d'un niveau « en ramenant à soi des pans entiers du décor ». Le gadget est utile pour franchir des obstacles ou conférer un bénéfice tactique durant les combats afin d'atteindre de nouvelles positions avantageuses,.
Le jeu exploite les fonctionnalités du contrôleur officiel DualSense. En effet, le gameplay est ajusté afin d'utiliser les capacités sensorielles (vibrations) de la manette comme pour ressentir l'onde de choc d'une explosion ou l'énergie d'une faille lorsque le joueur la traverse. De plus, les niveaux de pression des gâchettes de la manette permettent notamment de tirer différemment avec une même arme,,. Par exemple, pour l'Exécuteur (sorte de fusil à pompe à double barillet), lorsque le joueur appuie doucement sur la gâchette, il fait feu avec un barillet. Si le joueur enfonce complètement la gâchette, alors il tire avec les deux barillets. D'une autre manière, avec le Pistorafale, le joueur vise juste jusqu'à la résistance et s'il va au-delà, il augmente les dégâts aux dépens de la précision,. Le jeu dispose également d'un mode photo.

## Développement
Le projet Ratchet and Clank: Rift Apart est développé par Insomniac Games et débute en 2018. Le studio collabore étroitement pendant près de vingt années avec Sony, son éditeur récurrent. À eux deux, ils ont donné vie à la franchise Ratchet and Clank, laquelle s'étend sur plusieurs générations de consoles. En 2019, Sony acquiert Insomniac Games et l'incorpore dans son groupe interne PlayStation Studios. Sony prévoit de lancer la PlayStation 5 (PS5) pour novembre 2020 avec un catalogue de jeux qui contient Rift Apart. Le jeu est plusieurs fois présenté lors de salons. En outre, le jeu exploite les nouvelles technologies de la console naissante. Le jeu sort en juin 2021. Un portage sur PC a lieu en juillet 2023.

### Contexte
| 2002 | Ratchet and Clank (PS2)             |
| 2003 | Ratchet and Clank 2 (PS2)           |
| 2004 | Ratchet and Clank 3 (PS2)           |
| 2005 | Going Mobile (Mobile)               |
| 2005 | Ratchet: Gladiator (PS2)            |
| 2006 | Clone Home (Mobile, annulé)         |
| 2007 | La taille, ça compte (PSP)          |
| 2007 | Opération Destruction (PS3)         |
| 2008 | Secret Agent Clank (PSP)            |
| 2008 | Quest for Booty (PS3)               |
| 2009 | A Crack in Time (PS3)               |
| 2010 |                                     |
| 2011 | All 4 One (PS3)                     |
| 2012 | Q-Force (PS3)                       |
| 2012 | The Ratchet and Clank Trilogy (PS3) |
| 2013 | Nexus (PS3)                         |
| 2013 | Before the Nexus (App.)             |
| 2014 |                                     |
| 2015 |                                     |
| 2016 | Ratchet and Clank (PS4)             |
| 2017 |                                     |
| 2018 |                                     |
| 2019 |                                     |
| 2020 |                                     |
| 2021 | Rift Apart (PS5)                    |

- Jeux Insomniac Games
- Jeux High Impact Games
- Autres développeurs (Handheld Games,
Idol Minds, Darkside Game)

Le studio Insomniac Games, basé aux États-Unis, est fondé en 1994 par Ted Price. Il est alors « indépendant ». Ce studio développe son premier jeu, un FPS nommé Disruptor, sorti en 1996 pour la PlayStation (PS) de Sony. La critique réserve un bon accueil à la sortie du jeu, cependant le public n'est pas au rendez-vous. Puis, la saga à succès Spyro the Dragon (trois volets de plates-formes de 1998 à 2000) paraît sur PS. Alors, Insomniac Games et Sony s'associent afin de créer une nouvelle licence : Ratchet and Clank. Insomniac Games décide de négocier directement avec Sony qui, en échange du financement des projets, garde les droits de licence,,.
En conséquence, leur partenariat donne surtout lieu à une multitude de jeux estampillée Ratchet and Clank, à travers trois générations de console du constructeur nippon Sony. Au total, le studio américain conçoit onze opus différents sur consoles PlayStation. Chaque opus apportant son lot d'innovations. Insomniac Games devient alors un acteur majeur durant l'ère des jeux de plates-formes en 3D, aux côtés de Naughty Dog (Crash Bandicoot, Jak and Daxter) et Sucker Punch Productions (Sly Cooper), lui permettant de se développer dans une certaine prospérité économique[réf. nécessaire]. Les deux personnages Ratchet et Clank deviennent des mascottes des consoles PlayStation (au même titre que Mario pour Nintendo, Sonic pour Sega ou encore, par exemple, Kratos et Nathan Drake parmi les autres licences de Sony),,.
Nonobstant, diverses autres œuvres voient le jour chez Insomniac Games, telles que la franchise Resistance (de 2006 à 2011 sur PS3), et la série Marvel's Spider-Man. Pourtant, si Insomniac Games s'est tourné quelquefois vers d'autres éditeurs, — dont Electronic Arts pour Fuse (2013), Microsoft pour Sunset Overdrive (2014), GameStop pour Song of the Deep (2016), et Oculus Studios avec des titres en réalité virtuelle pour l'Oculus Rift et le Magic Leap One à partir de 2016 —  il reste toutefois fortement lié à Sony durant près de vingt années,.
Finalement, en 2019, Insomniac Games est racheté par la filiale de Sony, devenue Sony Interactive Entertainment, pour 229 millions de dollars,,. Il devient le quatorzième studio à intégrer le groupe PlayStation Studios, comme l'ont déjà fait Naughty Dog, Sucker Punch Productions, Media Molecule et Guerrilla Games, afin de contribuer au développement d'exclusivités à l'intention du géant nippon,,. À propos de cette acquisition, Brian Horton, le directeur de jeu de Marvel's Spider-Man: Miles Morales (un autre projet majeur du studio développé en même temps que Rift Apart) confie l'enthousiasme de Insomniac Games : « nous avons eu cette formidable opportunité de ne plus seulement travailler en étroite collaboration avec Sony, mais de faire partie de la famille ». En parallèle, Sony prévoit de lancer une nouvelle génération de console de salon (la neuvième), avec la PlayStation 5, pour fin 2020,.

### Conception
Dès le début du développement, Rift Apart est conçu pour être une exclusivité à la PS5. Si les derniers Ratchet and Clank ont été développés par une équipe secondaire d'Insomniac Games, cette fois-ci toute l'équipe a travaillé sur le projet.
D'abord, Rift Apart tire profit des nouvelles technologies apportées par la PS5,. En effet, le gameplay du jeu fait écho à l’architecture de la machine,,. Le solid-state drive (SSD) de la PS5 (dont sa rapidité permet d'ajouter plus d'objets, d'ennemis, d'effets à l'écran que la PS4) offrirait au jeu des changements de niveaux presque instantanés, rendant les écrans de chargement quasi obsolètes,,. Auparavant consacré au projet connexe Sunset Overdrive, Marcus Smith est chargé de la direction de la création. Selon lui, la réduction du temps de chargement « change complètement la donne dans la façon dont on peut transporter le gameplay d'un monde à l'autre en un instant ». Dans une vidéo YouTube de Sony, il déclare également que l'exploitation de voyages et failles dimensionnelles (et donc le jeu) n'aurait pas vu le jour sans la vitesse du SSD de la PS5. Néanmoins, d'après Jon Burton, cofondateur de Traveller's Tales et game designer, cette dernière déclaration est « trompeuse » et il affirme qu'un rendu similaire sur des consoles antérieures est également possible comme sur PlayStation 3. De plus, lorsque les configurations PC du jeu sont publiées peu avant la sortie en juillet 2023, la presse vidéo-ludique remarque que le SSD est totalement absent des obligations,.
En outre, le jeu se dote de deux configurations d'affichage : l'une à 30ips en 4K non native ; la seconde, nommée « mode performance », ciblant 60ips mais dans une résolution plus basse,,. Les jeux de la série sortis sur PS2 bénéficiaient auparavant de 60ips, tandis qu'à partir d'Opération Destruction sur PS3, les opus adopteront un affichage à 30ips. La combinaison de 60ips en 4K, lorsque Rift Apart tourne, n'est pas supportée par la PS5. Dans une interview accordée à Famitsu, le directeur créatif et le concepteur défendent la vision du studio :

« améliorer la partie graphique contribue forcément à abaisser la fréquence de l'image : cet équilibre est un problème dans n'importe quel jeu. Nous voulons mettre l'accent sur l'équilibre entre le confort d'une action fluide et de superbes graphismes, tout en laissant au joueur le choix entre deux types de résolution et de fréquence d'images »

— Marcus Smith et Mike Daly.
Par ailleurs, des mécaniques du jeu sont liées à la DualSense — le contrôleur officiel de la PS5 — en utilisant ses gâchettes adaptatives et son retour haptique. En effet, les armes possèdent toutes une empreinte sensorielle unique tandis que les gâchettes adaptatives leur apportent parfois une fonctionnalité secondaire,,. De plus, le jeu combine ces sensations physiques avec le retour audio du haut-parleur intégré à la manette.
D'après Marcus Smith, le jeu représente « la culmination de près de vingt années d'expérience qu'il [le studio] a envers la franchise ».
À noter qu'en novembre 2020, dans un entretien accordé à IGN, Mike Fitzgerald (directeur de la technologie d'Insomniac Games) rapporte que durant le développement de Marvel's Spider-Man: Miles Morales (2020), l'équipe avait le sentiment « d'effleurer la surface de ce qu'elle peut faire avec la PS5 ». Une impression également partagée au cours du développement de Rift Apart,.
Selon différents membres d'Insomniac Games, le recours au crunch n'a jamais été appliqué durant la production du jeu,,.
Après la sortie du jeu, le studio effectue de nombreux correctifs.

### Écriture du scénario
La majeure partie du scénario, teinté de l'humour léger propre à la saga,, est imaginée par Sam Maggs, après un passage chez BioWare. Elle se consacre à la tâche dès le début du projet en août 2018, selon le fansite Ratchet Galaxy. À partir de 2020, Lauren Mee (provenant de Telltale Games) apporte sa contribution. Elles sont également aidées par Nick Folkman qui s'attache à la fonction de narrative designer. Les différends créatifs entre le lead designer Stuart Mark et Sam Maggs se concluront par le départ de cette dernière ainsi que le retrait de son nom aux crédits du jeu.
Rift Apart appartient à la série Ratchet and Clank. Le jeu se raccroche à la trame de l'ensemble dit « future », qui regroupe les jeux PS3 Opération Destruction (2007), Quest for Booty (2008), A Crack in Time (2009) et Nexus (2013),[réf. souhaitée]. Dès lors, le développement scénaristique de la sous-série future s'était successivement mis en pause lorsque Insomniac Games avait publié les spin-offs All 4 One (2011) et Q-Force (2012) puis lors de la sortie du film d'animation et son remake Ratchet and Clank (2016), laissant ainsi l'histoire de la saga en suspens pendant les 8 ans séparant Nexus et Rift Apart. Mark Daly admet que « les fans de la franchise sont très investis dans l'histoire que nous construisons. La dernière fois que nous avons construit cet univers, c'était dans [Nexus] ». Il ajoute que la volonté du studio est de simplement développer l'histoire canonique future, laquelle est jugée plus fiable que les éléments remaniés du film et de son remake. À ce sujet, il précise que « [le film et le remake de 2016], c'était un récit raconté par Qwark, un personnage qui est en grande partie peu fiable ».
Marcus Smith ajoute : « les fans de longue date pourront y découvrir des liens avec les jeux précédents » et que le scénario implique « des autres versions de [Ratchet et Clank], qui ne sont jamais vraiment devenus les héros qu'ils pourraient être ». D'une certaine manière, le jeu introduit le concept de multivers.

### Conception des personnages

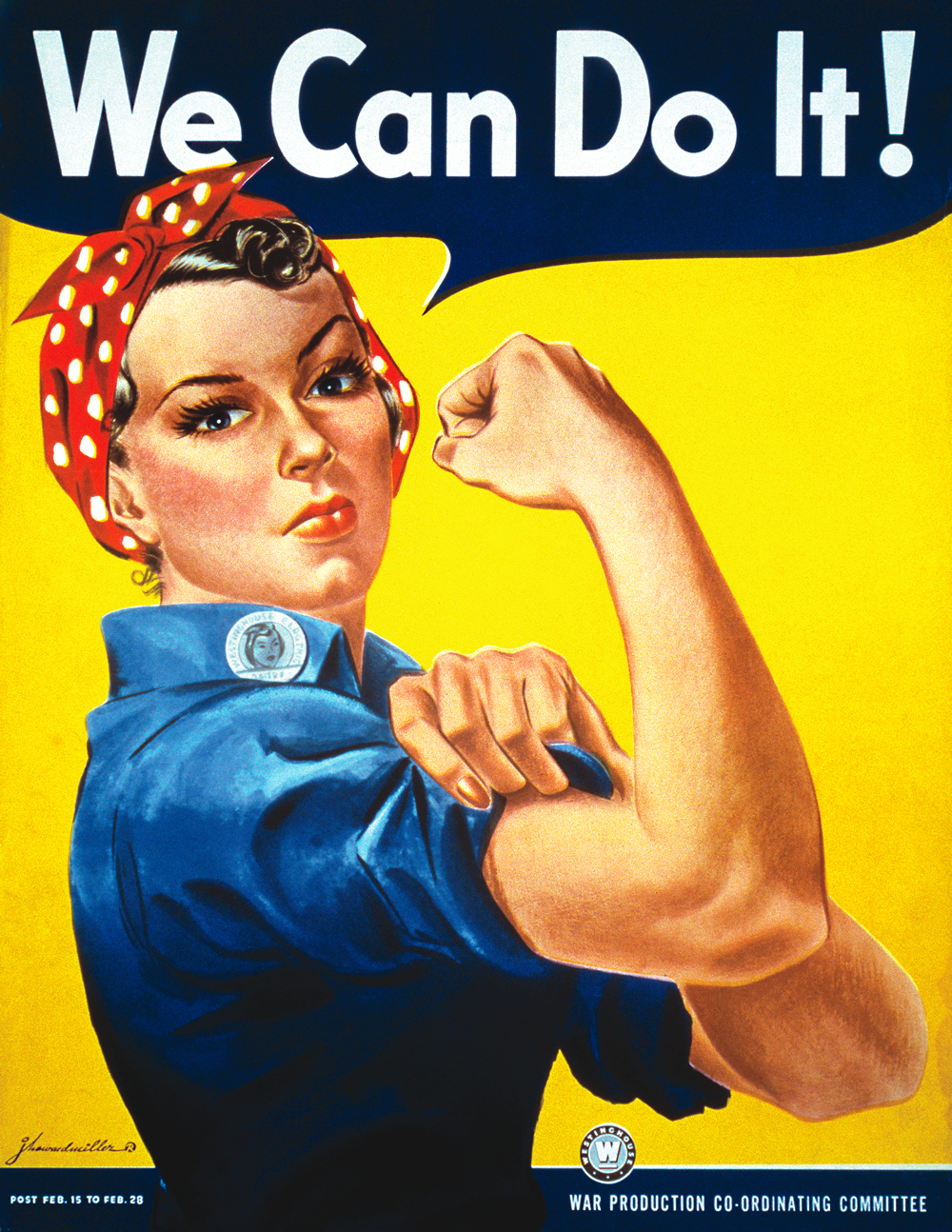
« Rosie la riveteuse », icône féministe de la culture populaire américaine, a influencée Insomniac Games pour nommer le personnage de Rivet.

C'est Sam Maggs qui se consacre particulièrement à la conception de Rivet, l'alter-ego dimensionnel de Ratchet. Durant la production, le nom de code du personnage est alors Ratchette. Mais l'alias est finalement abandonné car il est jugé réducteur et ne définissant l'existence de ce personnage comme une simple version féminine de Ratchet. Le terme Gadget est également évincé. De plus, Ratchet est évoqué puisqu'il est non-genré selon Mark Stuart (lead designer) mais le nom est lui aussi écarté afin d'apporter plus de compréhension à l'intrigue. En outre, le prénom de la lombax doit respecter certains critères tels qu'être nommé d'après un outil ou un mécanisme (comme pour Ratchet qui désigne un cliquet), comporter deux syllabes pour être similaire à l'oral, et idéalement se terminer par un son dur. Trois noms sont alors retenus : Socket, Hammer et Rivet. C'est ce dernier nom qui sera finalement choisi, après la concertation de Sam Maggs auprès de l'équipe alors que Rivet fait également référence à Rosie la riveteuse (en anglais, Rosie the Riveter), un personnage de la culture populaire américaine,.

### Graphismes
Le studio utilise son propre moteur de jeu afin d'élaborer des modèles 3D au style jugé proche des films d'animations contemporains. En effet, les graphismes du jeu sont quelquefois comparés aux images de synthèse de productions cinématographiques, par exemple Pixar. Le jeu utilise le moteur de jeu pour narrer l'histoire. Par ailleurs, le studio s'est doté du ray tracing pour ses cinématiques. Dans Rift Apart, cette technologie de rendu permet la réflexion en temps réel de la lumière sur l'environnement (comme les reflets à la surface de l'eau ou sur l'armature métallique de Clank) bien que, lors de la parution de la première démonstration du jeu, toutes les surfaces ne réfléchissaient pas l'éclairage de manière dynamique (comme l'absence du reflet de Ratchet sur Clank),,,,.

### Bande-son
Le jeu bénéficie d'une spatialisation sonore 3D grâce à la puce Tempest 3D AudioTech de la PS5 dédiée à l'audio,.
La musique du jeu est composée par Mark Mothersbaugh qui est étroitement épaulé par Wataru Hokoyama (en),. Les compositions des musiciens sont orchestrales, accompagnées de sons électroniques. Dans un entretien pour The Verge, Mark Mothersbaugh déclare que la musique dans un jeu vidéo est « quelque chose que tu veux écouter pendant Dieu sait combien d'heures »,.
Sous la direction de Kris Zimmerman (en), la distribution des rôles principaux, de la version originale anglaise du jeu, comprend certains des acteurs habituels de la franchise depuis sa création. Par conséquent, Ratchet et Clank sont à nouveau interprétés par James Arnold Taylor et David Kaye,, tandis qu'Armin Shimerman donne une fois de plus sa voix au personnage du Docteur Néfarious. Rivet est quant à elle interprétée par Jennifer Hale. Malgré une carrière prolifique, ce n'est pas ce qui lui a valu d'avoir le rôle. D'après Marcus Smith, « elle incarne la dureté, mais également la vulnérabilité et le charme »,. Jennifer Hale est une comédienne expérimentée si bien que certains enregistrements ont duré moins longtemps que prévu, après qu'elle a exécuté avec succès ses lignes. L'interprète historique du Capitaine Qwark, l'acteur Jim Ward, n'a pas pu reprendre son rôle à la suite d'un diagnostic du Covid-19 et de la maladie d'Alzheimer. Il est remplacé par Scott Whyte (en),. Debra Wilson interprète Kit alors que Robin Atkin Downes interprète l'Empereur Néfarious.

Distribution des rôles principaux de la version originale en langue anglaise.
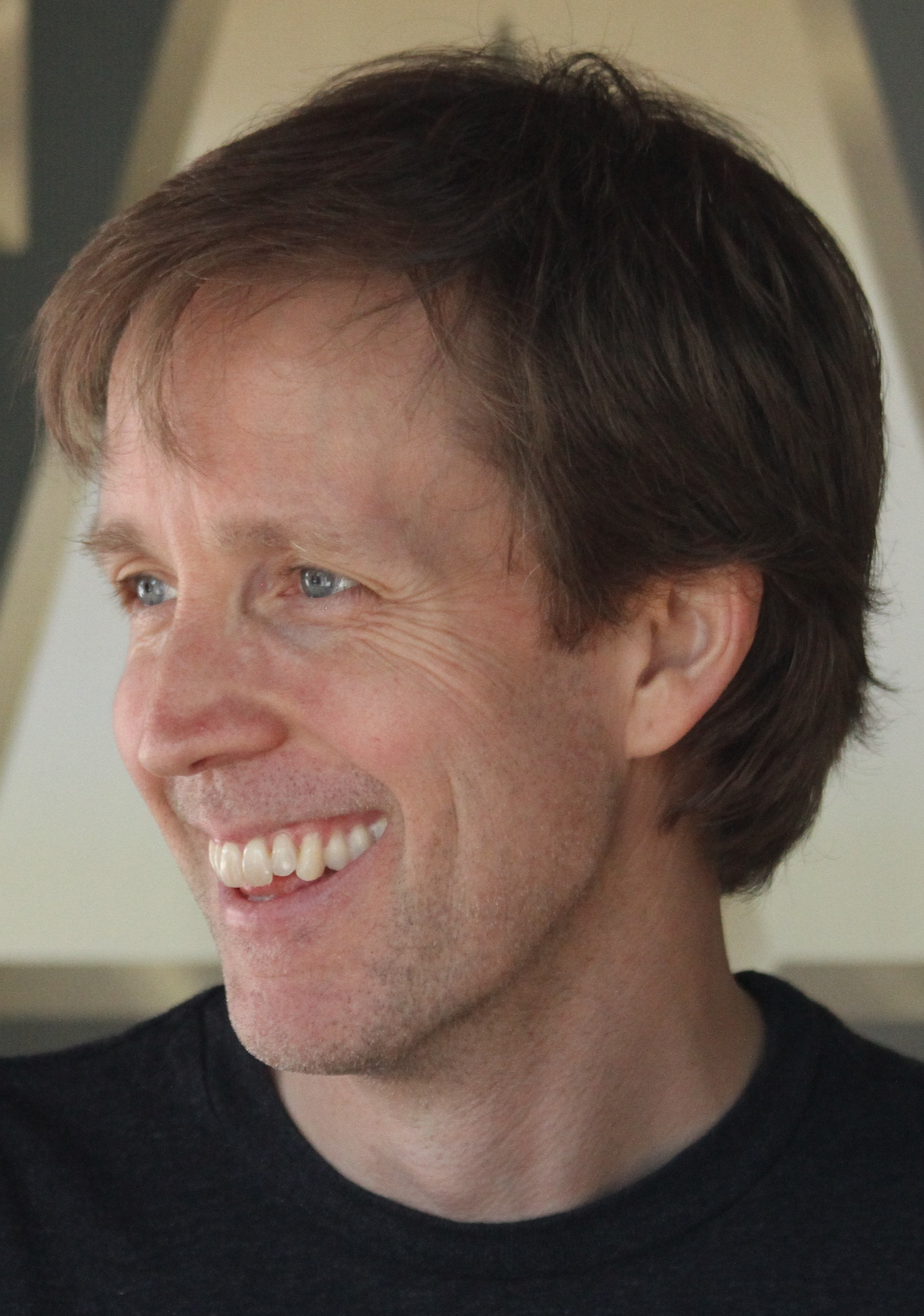
James Arnold Taylor interprète Ratchet.
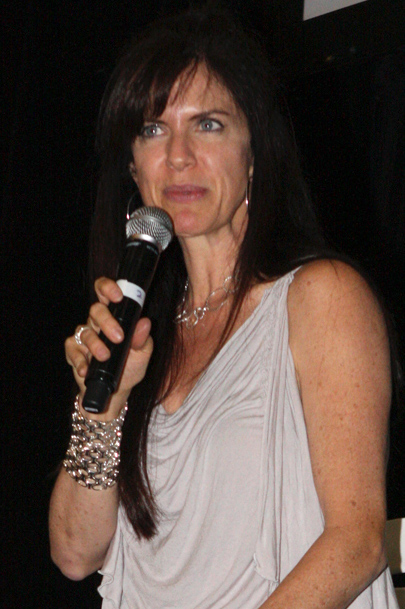
Jennifer Hale interprète Rivet.
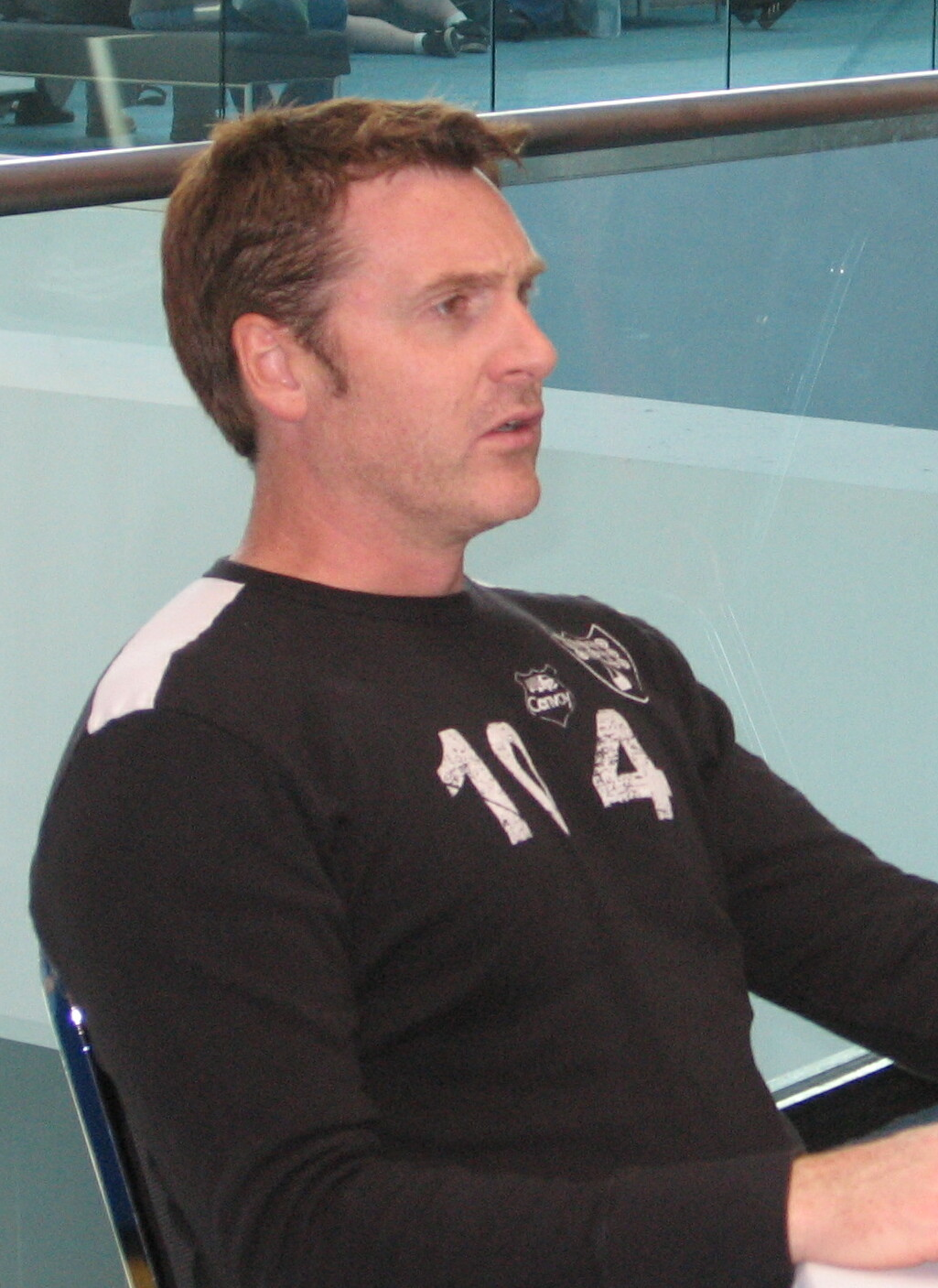
David Kaye interprète Clank.
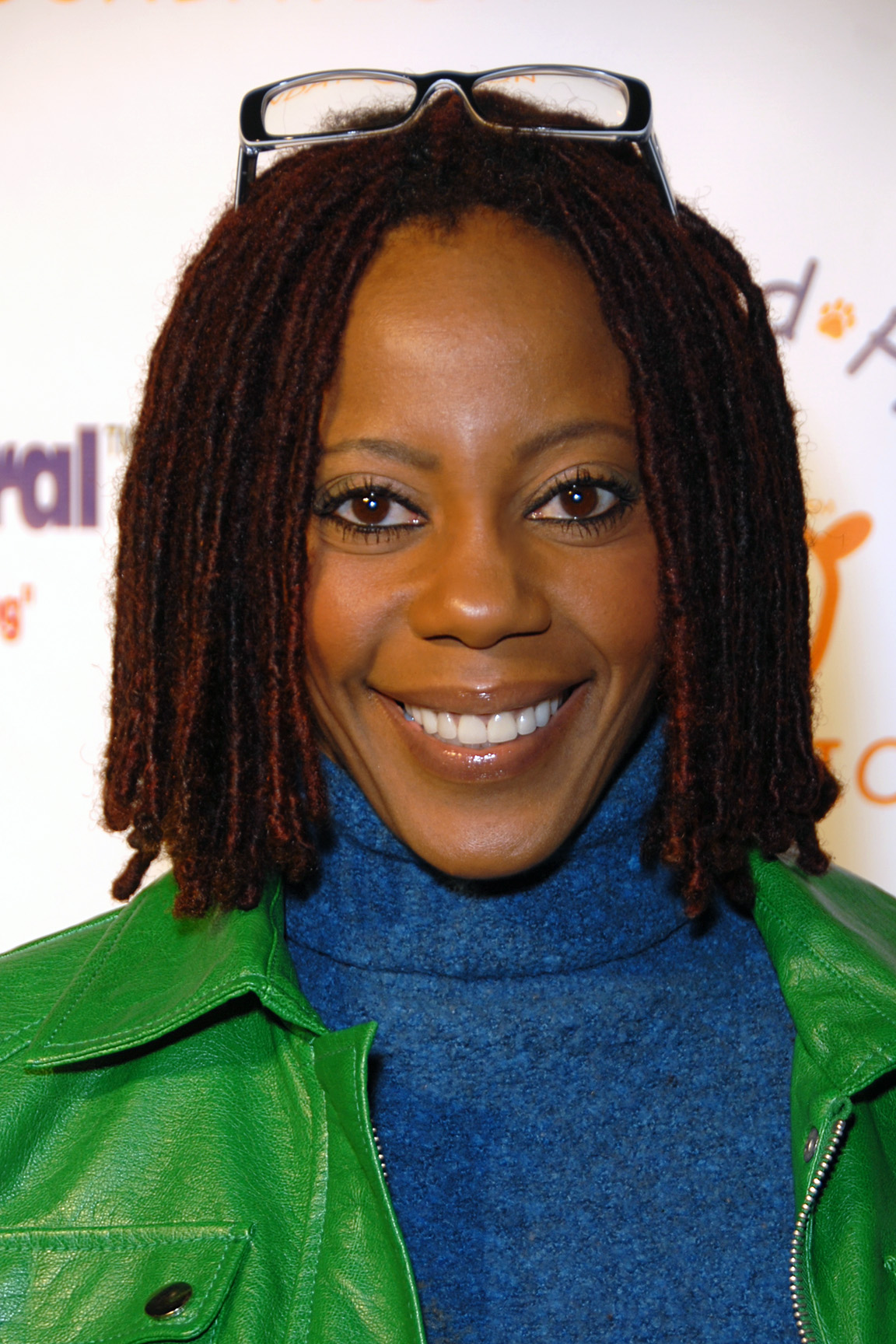
Debra Wilson interprète Kit.
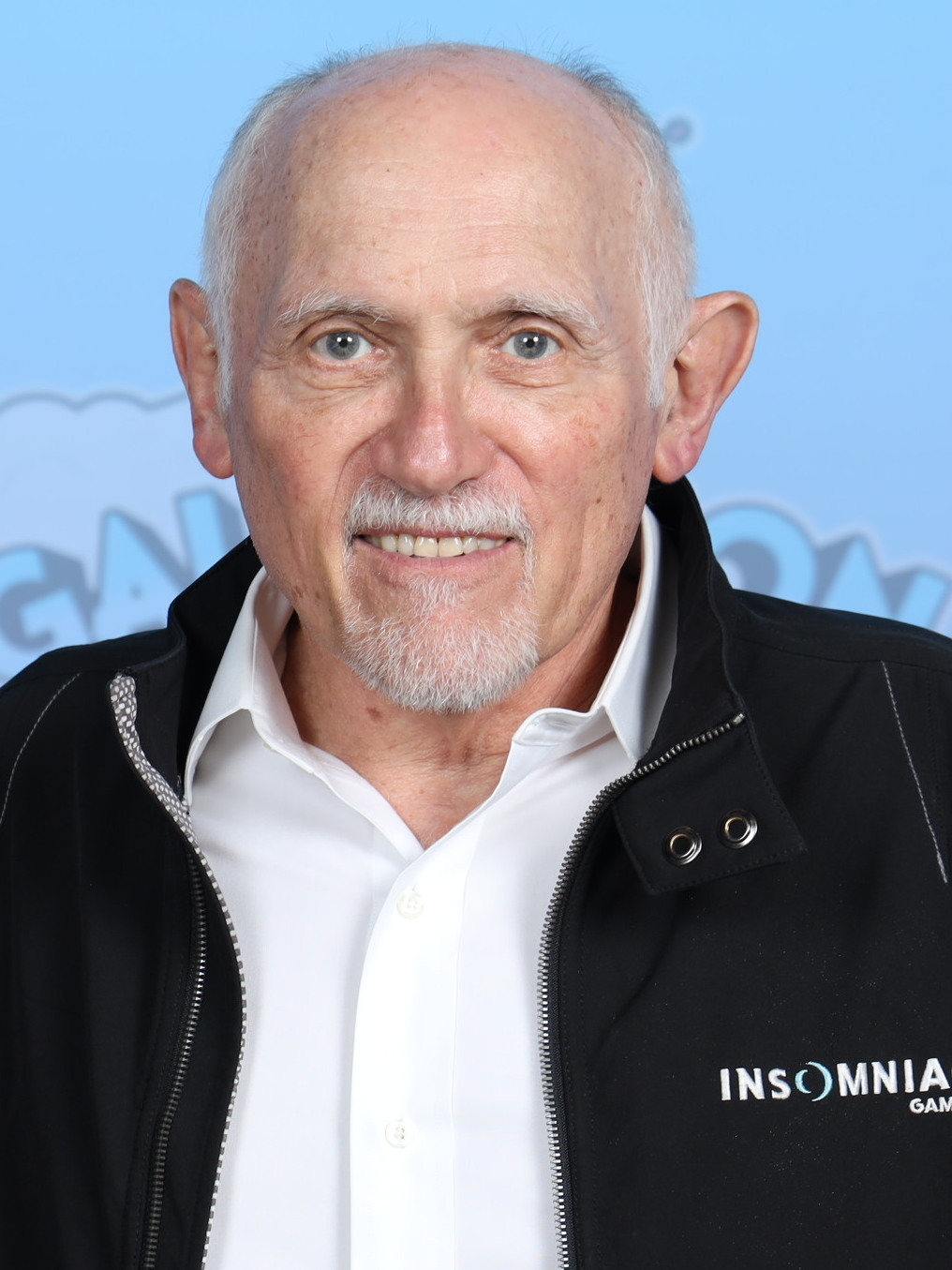
Armin Shimerman prête sa voix pour le Docteur Néfarious.
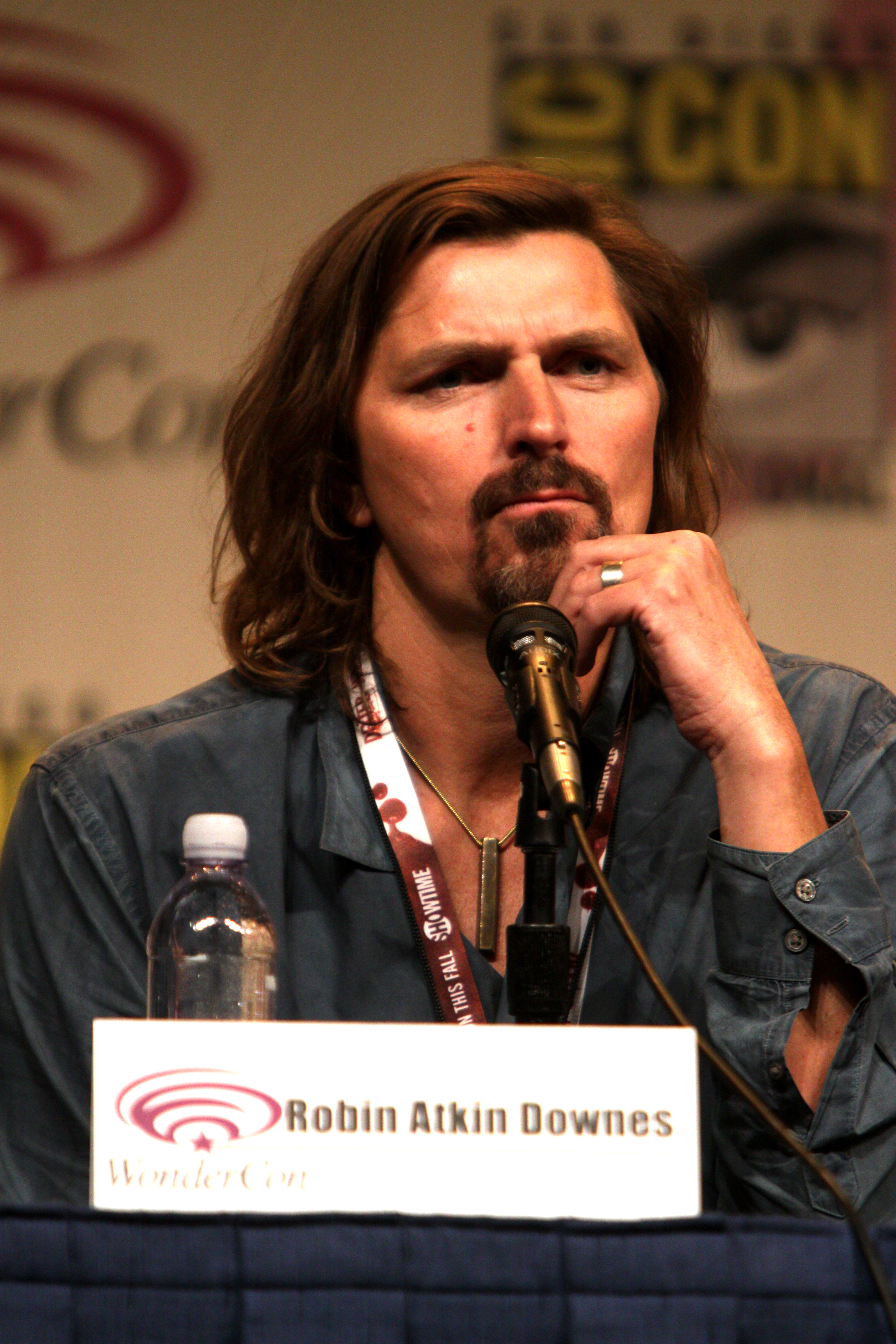
Robin Atkin Downes interprète l'Empereur Néfarious.

La distribution en langue française comprend Cyrille Artaux qui reprend le rôle de Ratchet qu’il tient depuis Opération Destruction. Martial Le Minoux interprète Clank, un rôle qu'il détient depuis le premier épisode en 2002. Philippe Peythieu réinterprète le Docteur Néfarious. La voix de Rivet est celle de Barbara Tissier. Les voix additionnelles comprennent entre autres Fily Keita qui interprète Kit, Emmanuel Curtil qui interprète l'empereur Néfarious et Hervé Caradec qui endosse le rôle du capitaine Qwark depuis la création de la franchise[réf. souhaitée].

### Portage sur PC
À partir de 2020, Sony décide d'exporter certaines de ses productions PS5 vers PC, dont la première est Horizon Zero Dawn. Dans cette optique, Rift Apart est porté sur Windows par Nixxes Software en partenariat avec Insomniac Games. Nixxes est fondé en 1999 aux Pays-Bas. Il s'agit d'un studio de soutien (en particulier envers Crystal Dynamics à ses débuts) qui s'est principalement spécialisé dans le portage PC. Néanmoins, en 2021, il est racheté par Sony et intègre le groupe PlayStation Studios (au même titre qu'Insomniac Games). Dès lors, Nixxes Software s'est appliqué à optimiser successivement les dernières productions du studio américain c'est-à-dire Marvel's Spiderman, Marvel's Spiderman: Miles Morales et désormais Rift Apart. Le jeu est intégralement compatible avec la souris et le clavier tandis que le contrôle à la manette de jeu est toujours possible même avec la DualSense. Le jeu utilise la technologie Microsoft intitulée DirectStorage afin d'optimiser les temps de chargements, sans obligation d'un SSD[réf. souhaitée]. L'adaptation est sortie le 26 juillet 2023. Le jeu est notamment distribué en ligne par Steam et Epic Games Store.

## Existence commerciale

### Teasing
Sans annonce officielle de la part du studio et de l'éditeur, les organes de presse vidéo-ludiques partagent des rumeurs émanant de Colin Moriarty, sur l'éventualité d'un nouvel opus. Les dires de l'homme sont jugés assez fiables, du fait de la place qu'il occupe dans l'industrie du jeu vidéo. En effet, c'est un ancien journaliste du site web spécialisé IGN ; « son expérience et [s]es contacts » étant notables selon Jeuxvideo.com. En 2019, d'abord, il suppose qu'un nouveau jeu de la série serait en préparation sur PlayStation 4,. Puis, en février 2020, Colin Moriarty estime que le jeu paraîtra sur PlayStation 5. Ces deux informations laissent croire au journaliste que le jeu pourrait être un cross-gen. Il précise également que le développement du jeu pourrait être à un stade suffisamment avancé, si bien que celui-ci ferait partie de la liste des jeux disponibles au lancement de la nouvelle console de Sony (alors prévu pour la fin d'année). Un lancement du jeu sur la PS5 est par ailleurs perçu comme un moyen d'attirer les joueurs vers la nouvelle génération de console de Sony. Colin Moriarty ajoute qu'une annonce officielle pourrait avoir lieu courant 2020.

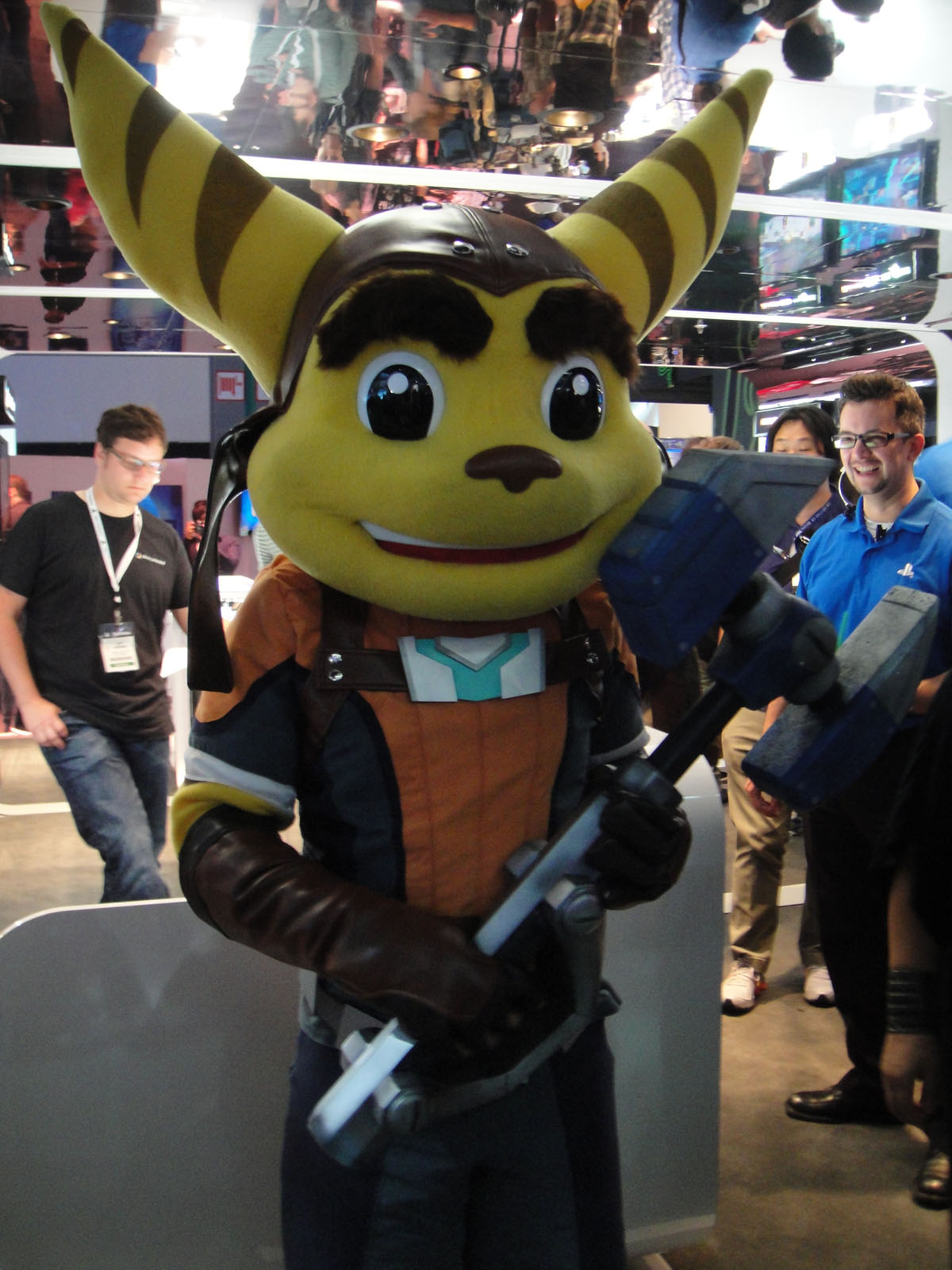
Un cosplay de Ratchet, l'un des protagonistes principaux.

Le 11 juin 2020, Sony procède à une conférence qui présente les jeux de la PS5. À quelques heures de son déroulement, Jason Schreier, journaliste pour le site Bloomberg, ravive la rumeur via Twitter. En effet, lorsqu'un internaute demanda à Jason, si Sony dévoilerait un second Marvel's Spider-Man, il déclara : « Insomniac a un autre jeu à sortir avant ça ! ». Par la suite, son message est supprimé. Pour Jeuxvideo.com et Gameblog, l'idée d'un nouveau Ratchet and Clank refait surface, parmi d'autres hypothèses comme une nouvelle licence ou une suite à Sunset Overdrive,. Finalement, l'annonce officielle du jeu a lieu lors de cette conférence,. Le jeu prend pour titre : « Ratchet and Clank: Rift Apart ». Une démo en anglais de quelques minutes est notamment diffusée via YouTube. Cependant, aucune date de sortie n'est confirmée,.
Par la suite, en août 2020, le jeu est présenté à la soirée de lancement de la gamescom, l'Opening Night Live,. L'animateur de l’événement, Geoff Keighley, rapporte en amont, la diffusion d'une nouvelle séquence de gameplay « longue, complète et non segmentée »,. Finalement, la démo diffusée, qui tourne en 4K à 30 ips, est identique à celle enregistrée pour la conférence de Sony bien qu'elle soit complétée de moitié par l'extension d'une cinématique et d'une phase de gameplay unique,. Néanmoins, les deux invités du show, Marcus Smith (directeur créatif) et Mike Daly (concepteur principal/réalisateur),, confirment l'intention du studio à sortir Rift Apart pendant la « fenêtre de lancement » de la PS5, soit une marge de décembre 2020 jusqu'à mars 2021,. Les jours qui suivent, Sony met à disposition d'autres vidéos de la même séquence de jeu via différentes chaînes sur YouTube ; cette fois-ci, sous-titrées en différentes langues (comme le français, l'espagnol, l'italien, etc.). Pour de nombreux sites web spécialisés, la séquence de Rift Apart fait alors office de démonstration technique de la PS5,.
D'après Christopher Dring, journaliste chez Gamesindustry.biz, Sony utilise une franchise familière afin de promouvoir les capacités de sa nouvelle console de jeu. Selon lui, Sony accorde une grande importance dans la distinction entre chacune de ses générations de console. Il ajoute que : « Sony croit aux générations, [ce] qui est la différence philosophique fondamentale entre lui et la Xbox [de son concurrent Xbox Game Studios] ». En effet, toujours selon Christopher Dring, Xbox Games Studios estimerait que « l'idée d'amener les consommateurs à acheter un nouvel appareil coûteux pour jouer aux derniers titres est complètement contraire à ce qu'est le jeu ».
En novembre 2020, dans une publicité narrée par Travis Scott pour mettre en avant le lancement de la PS5 dans certaines zones du monde (dont l'Amérique du Nord, l'Australie et le Japon), Sony tease la sortie de Rift Apart (parmi d'autres jeux du groupe Worldwide Studios) au premier semestre de l'année 2021,,,,. Au cours de la période, Sony s'applique à promouvoir sa console et ses exclusivités à travers le monde,,. La presse rapporte que des supports publicitaires aux effigies de Ratchet et Clank sont au moins installés à Paris et Dubaï, Londres, Glasgow et Berlin,.
La date de sortie du jeu est fixée au 11 juin 2021, soit une année, jour pour jour, depuis son officialisation.

### Commercialisation et ventes
Le vendredi 11 juin marque la sortie mondiale du jeu (semaine 23 de 2021). Après une courte semaine, Rift Apart occupe la première position des ventes dans plusieurs classements nationaux, notamment en Belgique, Suisse, Italie, Nouvelle-Zélande et Australie. En France, le jeu atteint la première place du classement hebdomadaire du S.E.L.L., en ce qui concerne seulement les ventes physiques ; tout comme en Allemagne d'après les données fournies par l'institut GfK, et au Royaume-Uni selon Christopher Dring. Aux îles Britanniques spécifiquement, Rift Apart réalise le second meilleur démarrage de sa licence en termes d'unités. Il se retrouve derrière Ratchet and Clank (2016). Cependant, il effectue le meilleur lancement en termes de revenus grâce à un prix de vente plus élevé. En Espagne, le jeu s'écoule à plus de 11 000 unités et effectue le meilleur lancement de l'année du pays ; devant Resident Evil Village (+9 200 unités). Au Japon, le jeu intègre la troisième place des ventes hebdomadaires avec plus de 14 000 copies écoulées. Il est dépassé par Final Fantasy VII Remake (+20 000 copies) et Game Builder Garage (+71 000 copies), d'après le classement dressé par Famitsu.
La semaine 24 voit toujours Rift Apart côtoyer le sommet des ventes dans le monde dans plusieurs régions[réf. nécessaire], dont en France.
Les semaines qui suivent, en fonction des régions, le jeu descend ou remonte en tête des ventes[réf. nécessaire]. Rift Apart est aussi le jeu le plus vendu du mois de juin 2021 sur le marché des États-Unis, selon le NPD. Par la même occasion, le jeu réalise le meilleur démarrage de sa franchise en termes de bénéfices au cours du mois suivant son lancement. En effet, il double le record établit par l'opus précédent sur le marché américain.
En semaine 27, au Royaume-Uni, le jeu connaît un regain de 187 % de ses ventes et atteint la première place hebdomadaire. Selon le journaliste Christopher Dring, le jeu profite alors de l'augmentation des stocks en PlayStation 5 dans les îles Britanniques.
En l'espace d'environ 45 jours, Rift Apart s'écoule à plus d'un million d'unités dans le monde, ventes physiques et numériques confondues. En parallèle et dans le même temps, la console de Sony s'est vendue à plus de 10 millions d'exemplaires. Ainsi, fin juillet, environ un joueur sur dix possédait Rift Apart dans sa bibliothèque de jeux PlayStation 5.
Fin octobre, le jeu dépasse plus de 1,2 million d'unités vendues.
Sony Interactive Entertainment intègre Rift Apart dans le classement annuel de 2021 des jeux vidéo les plus téléchargés sur PlayStation Network sans annoncer de chiffres précis. En effet, le jeu se place au quatorzième rang en zone Europe, dixième au Japon et à la sixième place en zone Amérique (États-Unis et Canada réunis),. Par ailleurs, sur l'ensemble de 2021, plus de 225 000 copies du jeu se sont écoulées au Royaume-Uni alors que plus de 80 % des ventes totales ont lieu par le commerce de détail. En France, à la fin de la même période, le jeu engendre une valeur totale de 8 365 540 euros en cumulant les données du marché physique et dématérialisé, d'après le S.E.L.L.. Par ailleurs, plus de 87 % des ventes totales sont réalisées en format physique (commerce de détail). Si le S.E.L.L. n'avance pas de chiffres sur le volume de ventes de Rift Apart en 2021, il est néanmoins possible d'effectuer un estimation grossière en calculant la valeur des ventes totales du jeu par rapport à la valeur à l'achat d'une copie en général (70 euros), ce qui donne très approximativement 120 000 copies. En Espagne, le site Gamereactor (da) rapporte que le jeu s'est vendu à 57 500 exemplaires en 2021,.
En mai 2023, le jeu est offert gratuitement aux joueurs qui bénéficient d'une des deux formules les plus onéreuses de l'abonnement PlayStation Plus.
En février 2022, le jeu cumule plus de 2,7 millions de copies vendues.

## Accueil

### Prépublication
La divulgation des premières images de Rift Apart (en particulier lors de la gamescom en 2020) attire l'attention de la critique vidéoludique et lui laisse une bonne impression,. En effet, Gameblog estime que « le retour du duo mythique [a] su créer la surprise lors de son officialisation triomphale ». Pour Christopher Dring, journaliste chez Gamesindustry.biz, le jeu est « la star improbable du panel de jeux PS5 » tant au niveau du gameplay que des graphismes. Un point rejoint par Jeuxvideo.com qui parle de « direction artistique réussie, [...] graphismes éblouissants, [...] décors et effets spéciaux somptueux ». Quant à JeuxActu, le journaliste Maximilien Cagnard relève « de l'action débordante, une direction artistique colorée, un humour toujours aussi présent » qui lui laisse présager un « opus [...] sacrément prometteur ». De son côté, Chris Littlechild de TheGamer le pressent comme « un titre conçu pour tirer parti des atouts de la console ». En prenant appui sur Rift Apart, la critique s'occupe également à mettre en valeur la puissance du SSD de la console et les fonctionnalités de la DualSense,,. En effet, Gamekult rapporte que Rift Apart fait « sans mal office de démonstration technique [...], compte tenu du faible nombre de jeux spécialement développés pour [la PlayStation 5] ». Pour sa part, Jeuxvideo.com estime que le jeu est « une vitrine des fonctionnalités de la console ».
Fin 2020, plusieurs journalistes expriment à nouveau leur intérêt envers Rift Apart dont la sortie est perçue comme majeure sur PlayStation 5,. Par ailleurs, au cours de la remise de prix des Golden Joystick Awards organisée par GamesRadar+, Rift Apart est nommé dans la catégorie du « jeu le plus attendu »  — la première place revenant finalement à God of War: Ragnarök,,,. Début 2021, au Japon, le magazine Famitsu dévoile les trente jeux les plus attendus de 2021 selon les joueurs locaux. Rift Apart intègre ce classement à la 29e place mais il est le seul jeu occidental à figurer dans la liste. Pour sa part, le journaliste Giovanni Colantonio de Digital Trends l'évoque également comme un des jeux PS5 les plus attendus pour 2021, tout comme Maxime Claudel de Numerama,.

### Réception critique
Rift Apart est globalement très bien accueilli par la presse vidéoludique. En effet, les sites web Metacritic et OpenCritic agrège un score global de 88 sur 100 en s'appuyant pour le premier sur plus de 130 notes différentes, et pour le second sur plus de 190 critiques,. Ces scores reflètent un ensemble d'avis généralement favorables. Des rédactions accordent alors la note maximale au jeu telles que PC Magazine, Electronic Gaming Monthly et GamesRadar+,. À l'inverse, le site quartertothree.com attribue au jeu la note la plus basse enregistrée selon Metacritic, soit . Quelques rédactions font part de leur avis mitigé, dont le journal généraliste The Washington Post et le magazine Edge qui affectent à Rift Apart l'équivalent d'un 7 sur 10.

### Distinctions
La fin d'année 2021 est propice au déroulement de plusieurs cérémonies de récompenses de jeux vidéo. Rift Apart est prétendant pour décrocher le titre ultime de jeu vidéo de l'année à de nombreuses reprises. En l'occurrence, le jeu est nommé lors des Golden Joystick Awards, aux The Game Awards, au cours des DICE Awards ou encore aux IGN's best games,,,. Cependant, le jeu ne décroche jamais le tant convoité lauréat de la catégorie reine,.
La direction artistique de Rift Apart est honorée dans la catégorie Best Visual Design (« meilleure direction artistique »), au cours des Golden Joystick Awards de GamesRadar+, alors que le prix est décerné à la suite du vote du public.